# Guillermo IV del Reino Unido
Guillermo IV del Reino Unido (nacido William Henry; Londres, 21 de agosto de 1765-Windsor, 20 de junio de 1837) fue rey del Reino Unido de Gran Bretaña e Irlanda y de Hannover, desde el 26 de junio de 1830 hasta su fallecimiento, en 1837. Había sido príncipe del Reino Unido desde su nacimiento. Fue nombrado duque de Clarence y Saint Andrews, en 1789, convirtiéndose en el primero y único en ostentar este título. Ha sido el segundo monarca de mayor edad en ascender al trono británico, ya que lo hizo a la edad de 64 años, solo siendo superado por Carlos III del Reino Unido, quien, en 2022, ascendió al trono a los 73 años. Tras su muerte, acaecida en 1837, la unión personal de las coronas del Reino Unido y del Reino de Hannover se disolvió, tras 123 años, debido a la ley sálica imperante en este último que impedía a su sobrina y sucesora, la reina Victoria, poder acceder a ese trono, por lo que el siguiente varón en la línea sucesoria, el príncipe Ernesto Augusto, duque de Cumberland, hermano de Guillermo IV, se convirtió en rey de Hannover como Ernesto Augusto I.
Fue el tercer hijo del matrimonio formado por el rey Jorge III del Reino Unido y la duquesa Carlota de Mecklemburgo-Strelitz y, durante sus primeros años, residió en el palacio de Kew, donde fue educado por tutores privados. Durante su juventud, sirvió en la Marina Real —lo que, más adelante, hizo que fuera apodado «el Rey Marinero»— y, entre 1780 y 1783, participó en la batalla del Cabo de San Vicente y en la Guerra de Independencia de los Estados Unidos. En 1785, fue designado teniente y, al año siguiente, recibió el rango de capitán y enviado a servir en las Indias Occidentales. En 1789, su padre lo nombró duque de Clarence y St. Andrews, dejando la Marina Real al año siguiente. 
Tras la muerte de su hermano, Federico de York, en 1827, se convirtió en el heredero al trono británico y, ese mismo año, fue designado gran lord almirante por su hermano, el rey Jorge IV. 
Durante su reinado, se promovieron varias reformas, como la revisión de la Ley de Pobres, la democratización del gobierno municipal, la restricción del trabajo infantil y la abolición de la esclavitud en todo el Imperio Británico. 
La legislación más importante de su reinado fue el Acta de Reforma de 1832, también conocida como «Ley de reforma de 1832», que modernizaba el sistema electoral británico. También destaca que, en contraste con su hermano y su padre, Guillermo IV no intervino mucho en asuntos políticos, aunque fue el último monarca en designar un primer ministro en contra de la voluntad del Parlamento en 1834.

## Primeros años
Guillermo Enrique nació el 21 de agosto de 1765 en el palacio de Buckingham, tercero de los quince hijos de Jorge III del Reino Unido y Carlota de Mecklemburgo-Strelitz. Por ser el tercero en la línea de sucesión —detrás de sus hermanos Jorge de Gales y Federico de York—, no se esperaba que heredara la corona. Fue bautizado en la Gran Cámara del Consejo del palacio de St. James el 18 de septiembre de 1765, siendo sus padrinos sus tíos paternos Guillermo Enrique de Gloucester, duque de Edimburgo; Enrique de Cumberland y Augusta Federica, princesa real.
A los trece años, ingresó en la Royal Navy y estuvo presente en la batalla del Cabo de San Vicente en 1780.
En abril de 1783, visitó al capitán general Luis de Unzaga y Amézaga en su residencia de La Habana, donde, además de intercambiar prisioneros de guerra, trataron los preliminares del Tratado de París —firmado el 3 de septiembre de ese mismo año— para planear el intercambio de las Bahamas por las Floridas y, así, acordar la independencia de los Estados Unidos.
En 1785, Guillermo obtuvo el rango de teniente, y, cuando fue destinado a las Indias Occidentales en 1786, fue nombrado capitán.
El príncipe intentó ser ungido con un título ducal, al igual que sus hermanos mayores, y recibir una concesión parlamentaria similar. Sin embargo, su padre se mantuvo renuente a ello, por lo que, para presionarlo, amenazó con postularse a la Cámara de los Comunes por el distrito electoral de Totnes, en Devon. Finalmente, el 16 de mayo de 1789, Jorge III lo nombró duque de Clarence y St. Andrews, diciendo: «sé que con esto doy un voto más a la oposición». El historial político de Guillermo era inconsistente y, como muchos políticos de la época, no se puede atribuir a un solo partido. Sin embargo, se alió públicamente con los whigs —al igual que sus hermanos mayores, que eran conocidos por estar en conflicto con las posiciones políticas de su padre—.
El recién nombrado duque dejó de servir activamente en la Marina Real en 1790. Le promovieron a almirante en su retiro. Cuando el Reino Unido declaró la guerra a Francia en 1793, Guillermo estaba impaciente por servir a su país, pero no fue destacado en ningún puesto. En su lugar, pasó algo de tiempo en la Cámara de los Lores. Allí defendió los gastos exorbitantes de su hermano, el príncipe de Gales, que había presentado al Parlamento una demanda para cancelar sus deudas. También intervino en favor de la esclavitud (que, aunque había sido virtualmente suprimida en el Reino Unido, todavía existía en las colonias británicas): utilizó su experiencia en las Indias Occidentales para defender su posición.
Después de dejar la Marina Real, el duque de Clarence sostuvo una larga relación con una actriz irlandesa, Dorothea Bland, más conocida por su nombre artístico, Mrs. Jordan. Desde 1791 tuvieron diez hijos, quienes recibieron el apellido Fitzclarence. La relación duraría veinte años hasta 1811, en que terminó por razones políticas. El 11 de julio de 1818, en el palacio de Kew, Guillermo se casó con la princesa Adelaida de Sajonia-Meiningen —que le duplicaba en edad—, en una ceremonia conjunta en la que Eduardo de Kent, hermano de Guillermo, contrajo matrimonio con la princesa Victoria de Sajonia-Coburgo-Saalfeld.
De este matrimonio nacieron cinco hijos, de los que ninguno llegó a la edad adulta:
- Carlota Augusta Luisa (n. y m. Fürstenhof, Hannover, el 23 de marzo de 1819).
- Un aborto (Dunquerque, Francia, 5 de septiembre de 1819).
- 'Isabel Georgiana Adelaida' (palacio de St. James, 10 de diciembre de 1820-4 de marzo de 1821).
- Unos hijos gemelos (n. muertos, Bushy Park, Middlesex, 23 de abril de 1822).

El hermano mayor de Guillermo, el príncipe de Gales, había sido príncipe regente desde 1811 debido a la enfermedad mental de su padre, el rey Jorge III. En 1820, al morir el soberano, la corona pasó al príncipe regente, que se convirtió en rey Jorge IV. Como el nuevo rey no tenía ningún hijo vivo en aquel momento (su única hija, la princesa Carlota Augusta, murió de parto en 1817), Guillermo se encontraba entonces en el segundo lugar de la línea sucesoria, precedido solamente por su hermano, el duque de York. Cuando este falleció en 1827, Guillermo, con 62 años de edad, se convirtió en el heredero al trono. Ese mismo año, Jorge IV designó a Guillermo gran lord almirante, cargo que había estado en comisión —es decir, ejercido por un grupo en lugar de un solo individuo— desde 1709. Mientras estuvo en el cargo, Guillermo procuró tomar el control en solitario de los asuntos navales, aunque la ley le requirió que actuara, en la mayoría de las circunstancias, bajo el acuerdo de, por lo menos, dos miembros de su consejo. Jorge IV solicitó su dimisión en 1828, a lo que Guillermo accedió.

## Reinado en Hannover

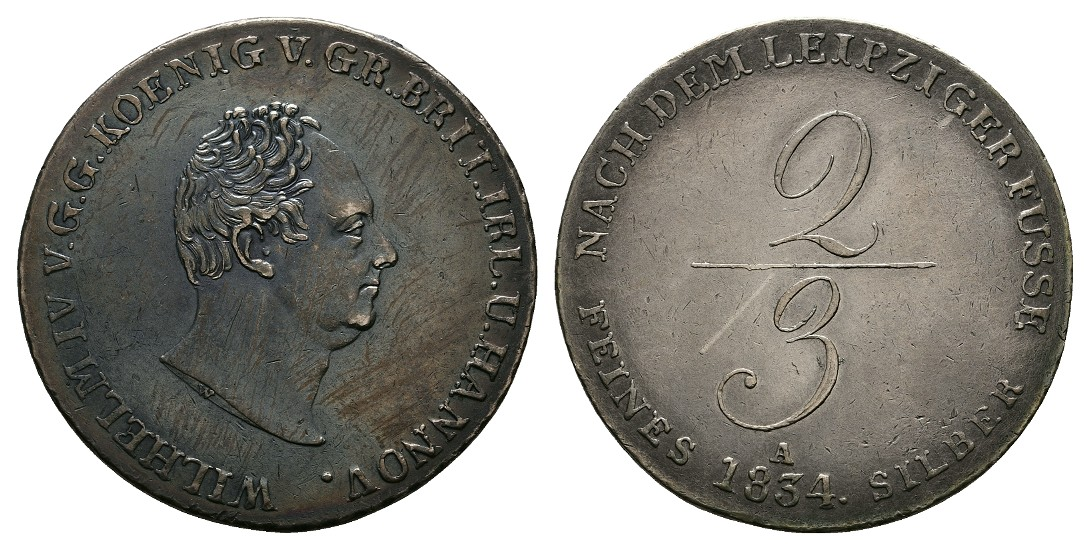
Efigie de Guillermo IV en una moneda de de tálero del reino de Hannover (1834)

Como rey de Hannover su más importante actuación fue, sin duda, aprobar y firmar en 1833 una nueva Constitución para Hannover que tuvo en cuenta a la clase media, otorgó un poder limitado a las clases bajas y amplió el papel del Parlamento; pero esta Constitución fue revocada tras la muerte de Guillermo en 1837, por su hermano y sucesor, el rey Ernesto Augusto I de Hannover, quien gobernó como un monarca absolutista.

## Reinado en Gran Bretaña

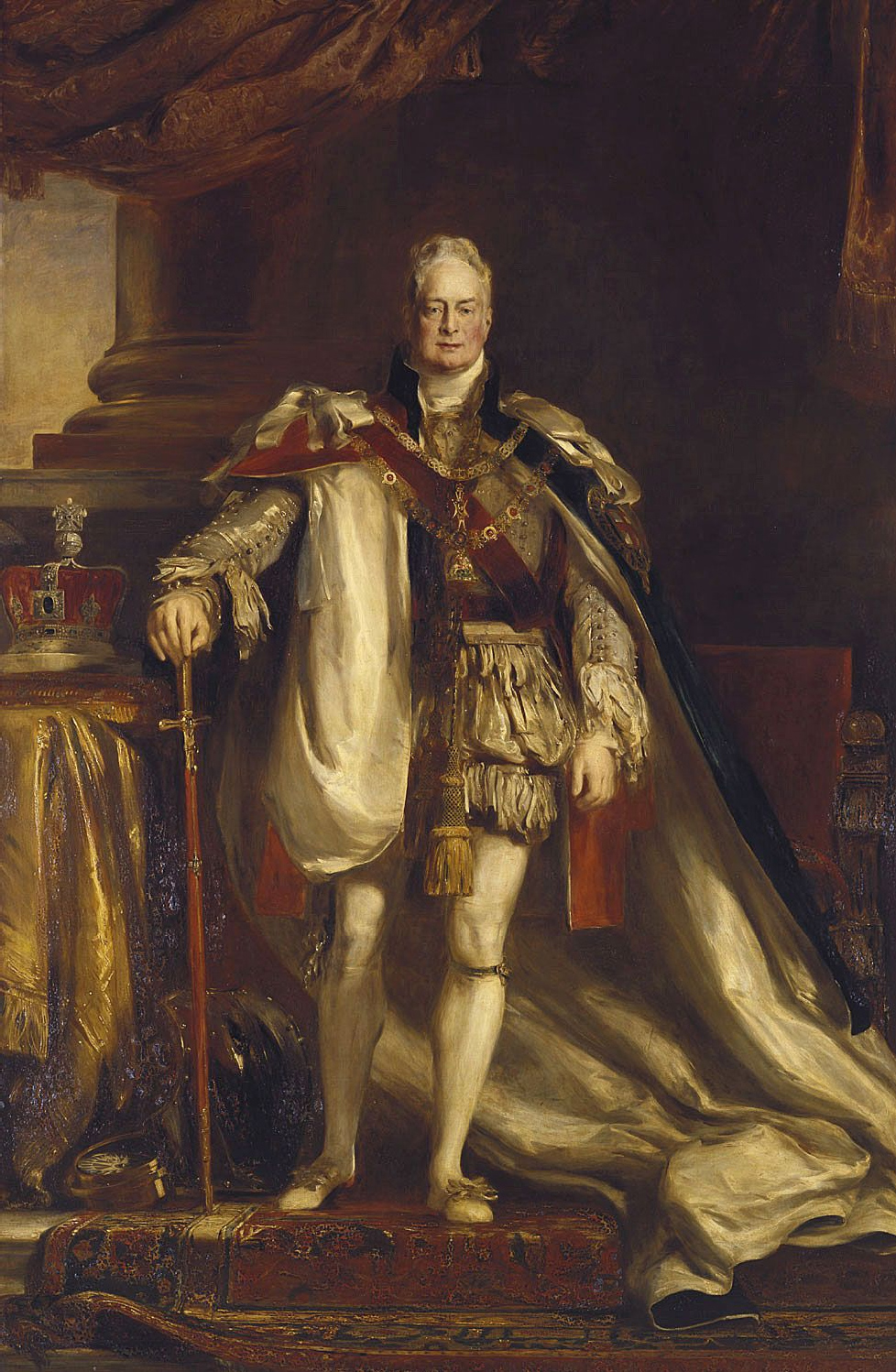
Retrato de coronación de Guillermo IV, realizado por David Wilkie en 1832

Cuando Jorge IV murió sin hijos el 26 de junio de 1830, el duque de Clarence ascendió al trono como Guillermo IV, siendo coronado, junto con su esposa, en la abadía de Westminster, el 8 de septiembre de 1831. A diferencia de su extravagante hermano, Guillermo IV detestaba toda pompa y ceremonia. En contraste con Jorge IV, que pasaba la mayoría de su tiempo en el castillo de Windsor, Guillermo IV era conocido, especialmente al comienzo de su reinado, por caminar sin escolta, a través de Londres o Brighton. Hasta la Crisis de la Reforma, fue muy popular entre sus súbditos.
Al principio del reinado de Guillermo IV, Arthur Wellesley, I duque de Wellington era el primer ministro. Durante la elección general de 1830 (la muerte del monarca requirió nuevas elecciones), sin embargo, los tories de Wellington perdieron ante los whigs de Charles Grey. Al convertirse en primer ministro, lord Grey anunció inmediatamente que procuraría reformar el sistema electoral, que había sufrido pocos cambios desde el siglo XV. Las inconsistencias del sistema eran enormes; por ejemplo, las grandes ciudades, tales como Mánchester y Birmingham, no elegían miembros, mientras que las ciudades pequeñas, tales como Old Sarum (con siete votantes), elegían a dos miembros del Parlamento cada uno. A menudo, las ciudades aún más pequeñas —conocidas como burgos podridos y ciudades bolsillo— eran «compradas» por aristócratas, cuyos «candidatos» eran invariablemente nominados al Parlamento por sus pobladores.
Como monarca, Guillermo IV desempeñó un papel importante en la Crisis de la Reforma. Cuando la Cámara de los Comunes desestimó la Ley de reforma de 1832 en 1832, el ministerio de lord Grey pidió la disolución inmediata del Parlamento y nuevas elecciones generales. Al principio, el rey vaciló en usar sus poderes para disolver el Parlamento, pues las elecciones apenas habían sido celebradas un año antes. Sin embargo, le irritó la conducta de la oposición, que solicitó formalmente la aprobación de una directiva, o una resolución, en la Cámara de los Lores en contra de la disolución. Considerando el movimiento de la oposición como un ataque personal a su poder, Guillermo IV entró en persona en la Cámara de los Lores, donde se discutía sobre si aprobar o no la directiva, y clausuró el Parlamento. El rey había enviado comisionados como era (y sigue siendo) acostumbrado, que habrían tenido que aguardar el final de la discusión, pero la llegada del monarca alteró la situación. Guillermo IV procedió a disolver el Parlamento, forzando las nuevas elecciones para la Cámara de los Comunes, que dieron una gran victoria para los reformadores. Sin embargo, aunque la Cámara de los Comunes estaba claramente a favor de la reforma parlamentaria, los lores seguían oponiéndose de manera implacable a ella. Tras el rechazo de la Segunda Ley de la Reforma (1831) por la Cámara Alta, mucha gente empezó a agitarse en favor de la reforma; algunos partidarios de la misma fueron más drásticos, participando en varios «complots reformadores». La nación se encontró entonces en su mayor crisis política desde la Revolución Gloriosa de 1688.

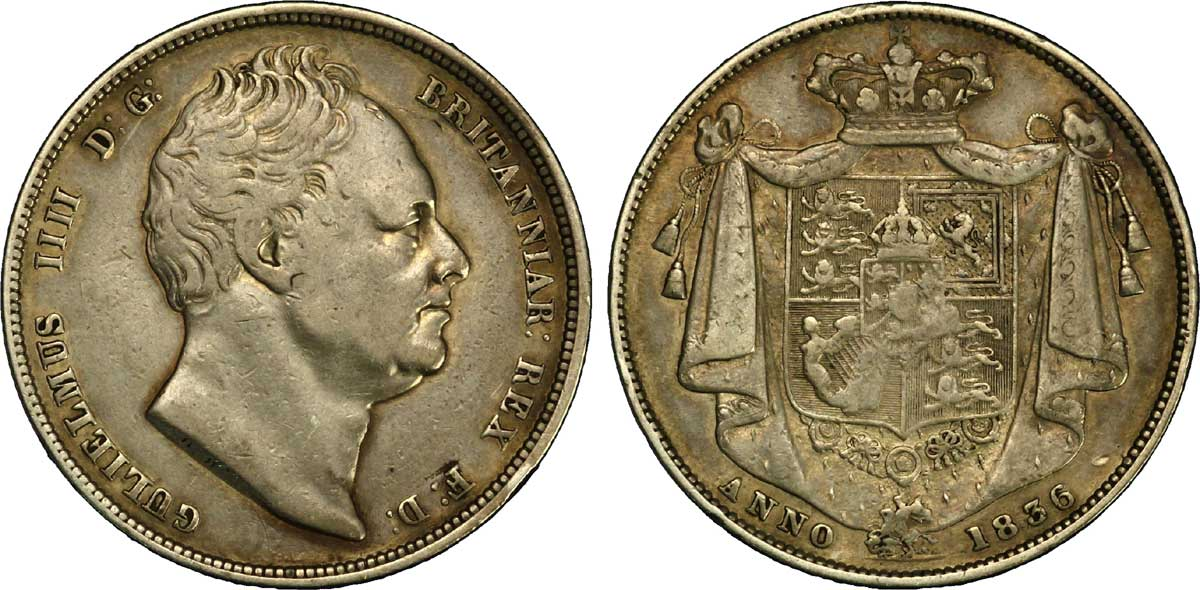
Efigie de Guillermo IV en una moneda de media corona del Reino Unido (1836)

Ante el apoyo popular a la reforma, el ministerio de Grey rechazó aceptar la derrota ante la Cámara de los Lores y reintrodujo la ley. Fue aprobada fácilmente en la Cámara de los Comunes, pero encontró nuevamente dificultades en la de los Lores. Ante la presión popular, los lores no rechazaron la ley totalmente, sino que fueron preparando el momento de cambiar su decisión mediante enmiendas. Frustrado por la actitud contumaz de los lores, Grey sugirió al rey que «hundiera» la Cámara de los Lores creando un número suficiente de nuevos títulos nobiliarios que aseguraran la aprobación de la Ley de la Reforma.
Cuando Guillermo IV rechazó esta idea, citando las dificultades que ocasionaría una extensión permanente de los pares, Grey y sus ministros dimitieron. El rey procuró restaurar al duque de Wellington en el cargo, pero antes tuvo conocimiento de una resolución oficial de la Cámara de los Comunes solicitando el regreso de Grey. Siguiendo el consejo del duque de Wellington, el rey aceptó readmitir a Grey como primer ministro. También acordó crear nuevos pares si la Cámara de los Lores continuaba planteando dificultades, si bien no fue necesario recurrir a una medida tan extraordinaria, ya que los opositores a la ley acordaron finalmente abstenerse. Por lo tanto, el Parlamento aprobó la ley, que se convirtió en la Ley de reforma de 1832. El Parlamento procedió a otras reformas, incluyendo la abolición de la esclavitud en todo el Imperio británico y la restricción del trabajo infantil.
Durante el resto de su reinado, Guillermo IV interfirió activamente en política solo una vez, en 1834, cuando se convirtió en el último soberano en elegir un primer ministro en contra de la voluntad del Parlamento. Dos años después de la aprobación del Acta de la Reforma, el primer ministro se convirtió en un gobernante impopular; también perdió el apoyo del rey debido a su colaboración en la reforma de la Iglesia de Irlanda. En 1834, lord Grey dimitió y fue sustituido por uno de los Whigs de su gabinete, William Lamb, II vizconde de Melbourne. La mayor parte de la administración de Melbourne incluyó a los mismos miembros que la administración Grey; este nuevo gobierno se ganó la aversión de muchos, pero conservaba una mayoría abrumadora en la Cámara de los Comunes. Sus procedimientos de reforma, sin embargo, desagradaban al rey.

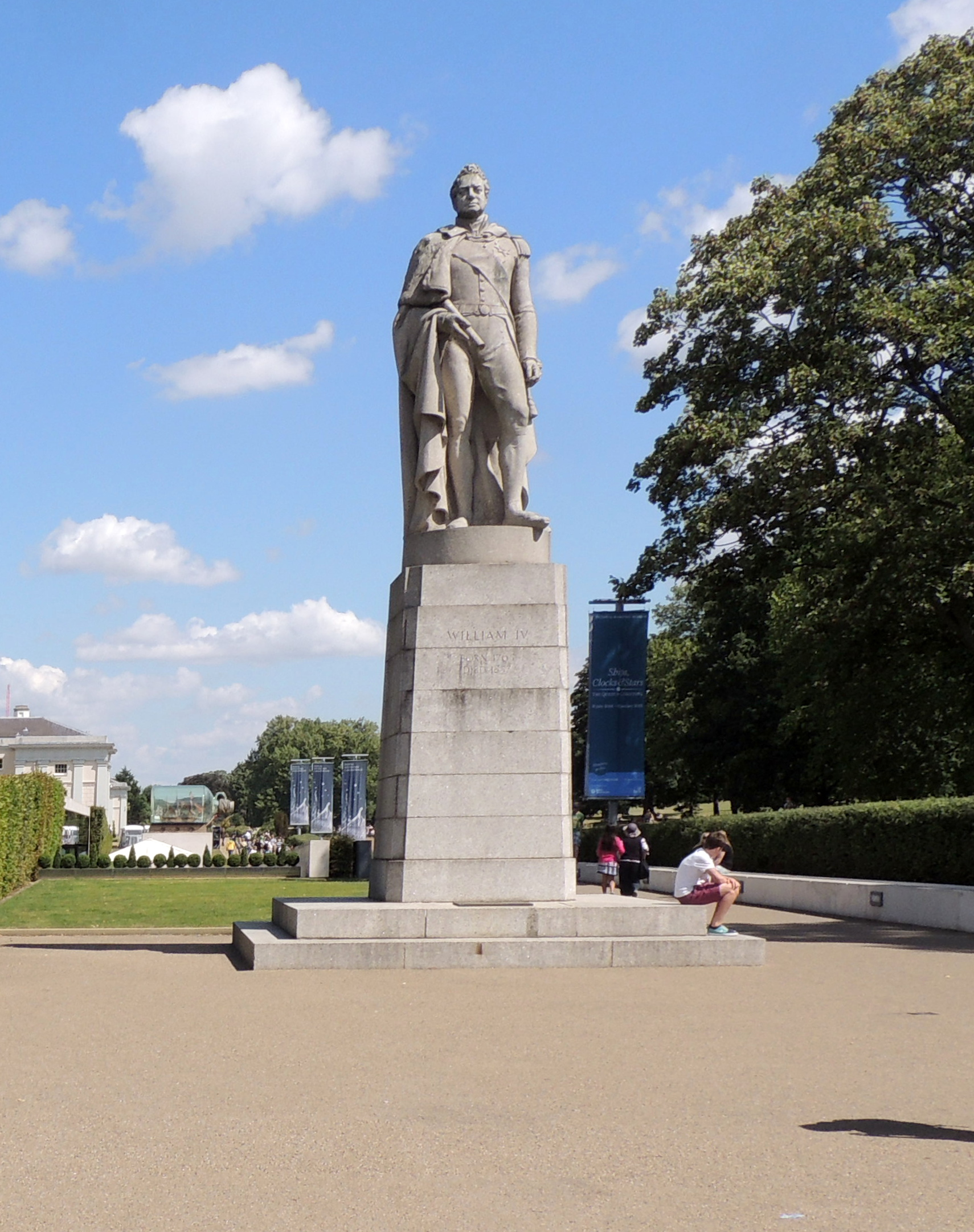
Monumento en el Parque Real de Greenwich, Londres (Reino Unido)

En octubre de 1834, el ministro whig John Charles Spencer, vizconde Althorp, heredó un título nobiliario, lo que provocó que pasase de la Cámara de los Comunes a la de los Lores. Debido a su pase a la Cámara Alta, fue forzado a renunciar a sus cargos de líder de la Cámara de los Comunes y ministro de Hacienda —puestos que tradicionalmente no podía ejercer un miembro de la Cámara de los Lores—. Todos admitieron que la pérdida de lord Althorp requería una reconstrucción parcial del gabinete, pero Guillermo IV declaró que el ministerio había sido debilitado más allá de una posible restauración. El rey utilizó el retiro de Althorp —no del gobierno, pero sí de una Cámara a otra— como el pretexto para cambiar el gobierno en su totalidad.
Con lord Melbourne fuera de escena, Guillermo IV decidió confiar el poder a un tory, sir Robert Peel. Puesto que Peel estaba entonces en Italia, se designó provisionalmente al duque de Wellington como primer ministro. Cuando Peel regresó y asumió personalmente la dirección del gobierno, fue consciente de la imposibilidad de gobernar con una gran mayoría whig en la Cámara de los Comunes. Por lo tanto, el rey disolvió el Parlamento y forzó unas nuevas elecciones. Aunque los tories ganaron más asientos que en la elección anterior, todavía seguían en minoría. Peel permaneció en el cargo durante algunos meses, pero dimitió después de una serie de derrotas parlamentarias. El gobierno de lord Melbourne fue restaurado, permaneciendo en el poder durante el resto del reinado de Guillermo IV.
Guillermo IV murió en el castillo de Windsor el 20 de junio de 1837, a los 71 años, siendo sepultado en la capilla de san Jorge, ubicada dentro del mismo castillo.
Como no le sobrevivió ningún descendiente legítimo, la Corona británica pasó a su sobrina Victoria, de dieciocho años. Dado que la Ley Sálica estaba en vigor en Hannover, una mujer no podía reinar allí; por tanto, fue sucedido por su hermano, Ernesto Augusto de Cumberland, lo que dio fin a la unión personal entre el Reino Unido y Hannover, existente desde 1714.

## Descendencia ilegítima
Dejó una larga descendencia ilegítima con la actriz Dorothea Jordan (1761-1816):
- Jorge Augusto FitzClarence (29 de enero de 1794-20 de marzo de 1842), creado 1.er conde de Munster; casado con Mary Wyndham.

- Sofía FitzClarence (4 de marzo de 1795-10 de abril de 1837), casada con Philip Sidney, barón de l'Isle y Dudley.

- Enrique Edmundo FitzClarence (8 de marzo de 1797-septiembre de 1817).

- María FitzClarence (19 de diciembre de 1798-13 de julio de 1864), casada con Charles Richard Fox.

- Federico FitzClarence (9 de diciembre de 1799-30 de octubre de 1854), casado con Lady Augusta Boyle.

- Isabel FitzClarence (17 de enero de 1801-16 de enero de 1856), casada con William Hay, conde de Erroll.

- Adolfo FitzClarence (18 de febrero de 1802-17 de mayo de 1856).

- Augusta FitzClarence (17 de noviembre de 1803-8 de diciembre de 1865), casada primero con John Kennedy-Erskine y luego con lord John Gordon Halyburton.

- Augusto FitzClarence (1 de marzo de 1805-14 de junio de 1854), casado con Sarah Gordon.

- Amelia FitzClarence (21 de marzo de 1807-2 de julio de 1858), casada con Lucius Cary, vizconde Falkland.

## Títulos
| ● 21 de agosto de 1765-16 de mayo de 1789: | Su alteza real el príncipe Guillermo              |
| ● 16 de mayo de 1789-26 de junio de 1830:  | Su alteza real el duque de Clarence y St. Andrews |
| ● 26 de junio de 1830-20 de junio de 1837: | Su majestad el rey                                |

## Órdenes

### Reino Unido de Gran Bretaña e Irlanda[6]
- Caballero de la Orden del Cardo.
- Miembro de la Orden de la Jarretera.
- Miembro del Consejo Privado del Reino Unido.
- Caballero Gran Cruz y Soberano de la Orden del Baño.

### Reino de Hannover[6]
- Caballero Gran Cruz de la Orden Real Güélfica.

### Extranjeras
- Caballero de la Orden del Águila Negra.[7] (11 de abril de 1814,

 Reino de Prusia)
- Caballero de la Orden del Espíritu Santo.[6] (24 de abril de 1814,  Francia)
- Caballero de la Orden de San Andrés.[8] (9 de junio de 1814,  Imperio ruso)
- Caballero de la Orden de San Alejandro Nevski.[8] (9 de junio de 1814,  Imperio ruso)
- Caballero de la Orden del Elefante.[9] (15 de julio de 1830,  Reino de Dinamarca)
- Caballero de la Orden de la Fidelidad.[10] (1831,  Baden)
- Caballero de la Orden del León de Zähringen.[10] (1831,  Baden)
- Caballero de la Orden del Toisón de Oro.[11] (21 de febrero de 1834,  España)
- Caballero de la Orden de la Corona de Wurtemberg.[12] ( Würtemberg)

## Ancestros
| \| \| \| \| \| \| \| \| \| \| \| \| \| \| \| \| \| \| \| \| 16. Jorge I de Gran Bretaña \| \| \| \| \| \| \| \| \| \| \| \| \| \| \| \| \| \| \| \| \| \| \| \| \| \| \| \| \| \| \| \| \| \| \| \| \| \| \| \| \| \| \| \| \| \| \| \| \| \| \| \| \| \| 8. Jorge II de Gran Bretaña \| \| \| \| \| \| \| \| \| \| \| \| \| \| \| \| \| \| \| \| \| \| \| \| \| \| \| \| \| \| \| \| \| \| \| \| \| \| \| \| \| \| \| \| \| \| \| \| \| \| \| \| \| \| 17. Sofía Dorotea de Brunswick-Luneburgo \| \| \| \| \| \| \| \| \| \| \| \| \| \| \| \| \| \| \| \| \| \| \| \| \| \| \| \| \| \| \| \| \| \| \| \| \| \| \| \| \| \| \| \| \| \| \| \| \| \| \| \| \| \| 4. Federico Luis de Gales \| \| \| \| \| \| \| \| \| \| \| \| \| \| \| \| \| \| \| \| \| \| \| \| \| \| \| \| \| \| \| \| \| \| \| \| \| \| \| \| \| \| \| \| \| \| \| \| \| \| \| \| \| \| 18. Juan Federico de Brandeburgo-Ansbach \| \| \| \| \| \| \| \| \| \| \| \| \| \| \| \| \| \| \| \| \| \| \| \| \| \| \| \| \| \| \| \| \| \| \| \| \| \| \| \| \| \| \| \| \| \| \| \| \| \| \| \| \| \| 9. Carolina de Brandeburgo-Ansbach \| \| \| \| \| \| \| \| \| \| \| \| \| \| \| \| \| \| \| \| \| \| \| \| \| \| \| \| \| \| \| \| \| \| \| \| \| \| \| \| \| \| \| \| \| \| \| \| \| \| \| \| \| \| 19. Leonor Edmunda de Sajonia-Eisenach \| \| \| \| \| \| \| \| \| \| \| \| \| \| \| \| \| \| \| \| \| \| \| \| \| \| \| \| \| \| \| \| \| \| \| \| \| \| \| \| \| \| \| \| \| \| \| \| \| \| \| \| \| \| 2. Jorge III del Reino Unido \| \| \| \| \| \| \| \| \| \| \| \| \| \| \| \| \| \| \| \| \| \| \| \| \| \| \| \| \| \| \| \| \| \| \| \| \| \| \| \| \| \| \| \| \| \| \| \| \| \| \| \| \| \| 20. Federico I de Sajonia-Gotha \| \| \| \| \| \| \| \| \| \| \| \| \| \| \| \| \| \| \| \| \| \| \| \| \| \| \| \| \| \| \| \| \| \| \| \| \| \| \| \| \| \| \| \| \| \| \| \| \| \| \| \| \| \| 10. Federico II de Sajonia-Gotha \| \| \| \| \| \| \| \| \| \| \| \| \| \| \| \| \| \| \| \| \| \| \| \| \| \| \| \| \| \| \| \| \| \| \| \| \| \| \| \| \| \| \| \| \| \| \| \| \| \| \| \| \| \| 21. Magdalena Sibila de Sajonia-Weissenfels \| \| \| \| \| \| \| \| \| \| \| \| \| \| \| \| \| \| \| \| \| \| \| \| \| \| \| \| \| \| \| \| \| \| \| \| \| \| \| \| \| \| \| \| \| \| \| \| \| \| \| \| \| \| 5. Augusta de Sajonia-Gotha \| \| \| \| \| \| \| \| \| \| \| \| \| \| \| \| \| \| \| \| \| \| \| \| \| \| \| \| \| \| \| \| \| \| \| \| \| \| \| \| \| \| \| \| \| \| \| \| \| \| \| \| \| \| 22. Carlos Guillermo de Anhalt-Zerbst \| \| \| \| \| \| \| \| \| \| \| \| \| \| \| \| \| \| \| \| \| \| \| \| \| \| \| \| \| \| \| \| \| \| \| \| \| \| \| \| \| \| \| \| \| \| \| \| \| \| \| \| \| \| 11. Magdalena Augusta de Anhalt-Zerbst \| \| \| \| \| \| \| \| \| \| \| \| \| \| \| \| \| \| \| \| \| \| \| \| \| \| \| \| \| \| \| \| \| \| \| \| \| \| \| \| \| \| \| \| \| \| \| \| \| \| \| \| \| \| 23. Sofía de Sajonia-Weissenfels \| \| \| \| \| \| \| \| \| \| \| \| \| \| \| \| \| \| \| \| \| \| \| \| \| \| \| \| \| \| \| \| \| \| \| \| \| \| \| \| \| \| \| \| \| \| \| \| \| \| \| \| \| \| 1. Guillermo IV del Reino Unido \| \| \| \| \| \| \| \| \| \| \| \| \| \| \| \| \| \| \| \| \| \| \| \| \| \| \| \| \| \| \| \| \| \| \| \| \| \| \| \| \| \| \| \| \| \| \| \| \| \| \| \| \| \| 24. Adolfo Federico I de Mecklemburgo-Strelitz \| \| \| \| \| \| \| \| \| \| \| \| \| \| \| \| \| \| \| \| \| \| \| \| \| \| \| \| \| \| \| \| \| \| \| \| \| \| \| \| \| \| \| \| \| \| \| \| \| \| \| \| \| \| 12. Adolfo Federico II de Mecklemburgo-Strelitz \| \| \| \| \| \| \| \| \| \| \| \| \| \| \| \| \| \| \| \| \| \| \| \| \| \| \| \| \| \| \| \| \| \| \| \| \| \| \| \| \| \| \| \| \| \| \| \| \| \| \| \| \| \| 25. María Catalina de Brunswick-Wolfenbüttel \| \| \| \| \| \| \| \| \| \| \| \| \| \| \| \| \| \| \| \| \| \| \| \| \| \| \| \| \| \| \| \| \| \| \| \| \| \| \| \| \| \| \| \| \| \| \| \| \| \| \| \| \| \| 6. Carlos Luis Federico de Mecklemburgo-Strelitz \| \| \| \| \| \| \| \| \| \| \| \| \| \| \| \| \| \| \| \| \| \| \| \| \| \| \| \| \| \| \| \| \| \| \| \| \| \| \| \| \| \| \| \| \| \| \| \| \| \| \| \| \| \| 26. Cristián Guillermo I de Schwarzburg-Sondershausen \| \| \| \| \| \| \| \| \| \| \| \| \| \| \| \| \| \| \| \| \| \| \| \| \| \| \| \| \| \| \| \| \| \| \| \| \| \| \| \| \| \| \| \| \| \| \| \| \| \| \| \| \| \| 13. Cristiana Emilia de Schwarzburg-Sondershausen \| \| \| \| \| \| \| \| \| \| \| \| \| \| \| \| \| \| \| \| \| \| \| \| \| \| \| \| \| \| \| \| \| \| \| \| \| \| \| \| \| \| \| \| \| \| \| \| \| \| \| \| \| \| 27. Antonia Sibila de Barby-Muhlingen \| \| \| \| \| \| \| \| \| \| \| \| \| \| \| \| \| \| \| \| \| \| \| \| \| \| \| \| \| \| \| \| \| \| \| \| \| \| \| \| \| \| \| \| \| \| \| \| \| \| \| \| \| \| 3. Carlota de Mecklemburgo-Strelitz \| \| \| \| \| \| \| \| \| \| \| \| \| \| \| \| \| \| \| \| \| \| \| \| \| \| \| \| \| \| \| \| \| \| \| \| \| \| \| \| \| \| \| \| \| \| \| \| \| \| \| \| \| \| 28. Ernesto III de Sajonia-Hildburghausen \| \| \| \| \| \| \| \| \| \| \| \| \| \| \| \| \| \| \| \| \| \| \| \| \| \| \| \| \| \| \| \| \| \| \| \| \| \| \| \| \| \| \| \| \| \| \| \| \| \| \| \| \| \| 14. Ernesto Federico I de Sajonia-Hildburghausen \| \| \| \| \| \| \| \| \| \| \| \| \| \| \| \| \| \| \| \| \| \| \| \| \| \| \| \| \| \| \| \| \| \| \| \| \| \| \| \| \| \| \| \| \| \| \| \| \| \| \| \| \| \| 29. Sofía Enriqueta de Waldeck \| \| \| \| \| \| \| \| \| \| \| \| \| \| \| \| \| \| \| \| \| \| \| \| \| \| \| \| \| \| \| \| \| \| \| \| \| \| \| \| \| \| \| \| \| \| \| \| \| \| \| \| \| \| 7. Isabel Albertina de Sajonia-Hildburghausen \| \| \| \| \| \| \| \| \| \| \| \| \| \| \| \| \| \| \| \| \| \| \| \| \| \| \| \| \| \| \| \| \| \| \| \| \| \| \| \| \| \| \| \| \| \| \| \| \| \| \| \| \| \| 30. Jorge Luis I de Erbach-Erbach \| \| \| \| \| \| \| \| \| \| \| \| \| \| \| \| \| \| \| \| \| \| \| \| \| \| \| \| \| \| \| \| \| \| \| \| \| \| \| \| \| \| \| \| \| \| \| \| \| \| \| \| \| \| 15. Sofía Albertina de Erbach-Erbach \| \| \| \| \| \| \| \| \| \| \| \| \| \| \| \| \| \| \| \| \| \| \| \| \| \| \| \| \| \| \| \| \| \| \| \| \| \| \| \| \| \| \| \| \| \| \| \| \| \| \| \| \| \| 31. Amelia Catalina de Waldeck-Eisenberg \| \| \| \| \| \| \| \| \| \| \| \| \| \| \| \| \| \| \| \| \| \| \| \| \| \| \| \| \| \| \| \| \| \| \| \| \| \| \| \| \| \| \| \| \| \| \| \| \| \| \| \| |                                                       |  |  |  |  |  |  |  |  |  |  |  |  |  |  |  |
| |                                                       |  |  |  |  |  |  |  |  |  |  |  |  |  |  |  |
| | 16. Jorge I de Gran Bretaña                           |  |  |  |  |  |  |  |  |  |  |  |  |  |  |  |
| |                                                       |  |  |  |  |  |  |  |  |  |  |  |  |  |  |  |
| |                                                       |  |  |  |  |  |  |  |  |  |  |  |  |  |  |  |
| | 8. Jorge II de Gran Bretaña                           |  |  |  |  |  |  |  |  |  |  |  |  |  |  |  |
| |                                                       |  |  |  |  |  |  |  |  |  |  |  |  |  |  |  |
| |                                                       |  |  |  |  |  |  |  |  |  |  |  |  |  |  |  |
| | 17. Sofía Dorotea de Brunswick-Luneburgo              |  |  |  |  |  |  |  |  |  |  |  |  |  |  |  |
| |                                                       |  |  |  |  |  |  |  |  |  |  |  |  |  |  |  |
| |                                                       |  |  |  |  |  |  |  |  |  |  |  |  |  |  |  |
| | 4. Federico Luis de Gales                             |  |  |  |  |  |  |  |  |  |  |  |  |  |  |  |
| |                                                       |  |  |  |  |  |  |  |  |  |  |  |  |  |  |  |
| |                                                       |  |  |  |  |  |  |  |  |  |  |  |  |  |  |  |
| | 18. Juan Federico de Brandeburgo-Ansbach              |  |  |  |  |  |  |  |  |  |  |  |  |  |  |  |
| |                                                       |  |  |  |  |  |  |  |  |  |  |  |  |  |  |  |
| |                                                       |  |  |  |  |  |  |  |  |  |  |  |  |  |  |  |
| | 9. Carolina de Brandeburgo-Ansbach                    |  |  |  |  |  |  |  |  |  |  |  |  |  |  |  |
| |                                                       |  |  |  |  |  |  |  |  |  |  |  |  |  |  |  |
| |                                                       |  |  |  |  |  |  |  |  |  |  |  |  |  |  |  |
| | 19. Leonor Edmunda de Sajonia-Eisenach                |  |  |  |  |  |  |  |  |  |  |  |  |  |  |  |
| |                                                       |  |  |  |  |  |  |  |  |  |  |  |  |  |  |  |
| |                                                       |  |  |  |  |  |  |  |  |  |  |  |  |  |  |  |
| | 2. Jorge III del Reino Unido                          |  |  |  |  |  |  |  |  |  |  |  |  |  |  |  |
| |                                                       |  |  |  |  |  |  |  |  |  |  |  |  |  |  |  |
| |                                                       |  |  |  |  |  |  |  |  |  |  |  |  |  |  |  |
| | 20. Federico I de Sajonia-Gotha                       |  |  |  |  |  |  |  |  |  |  |  |  |  |  |  |
| |                                                       |  |  |  |  |  |  |  |  |  |  |  |  |  |  |  |
| |                                                       |  |  |  |  |  |  |  |  |  |  |  |  |  |  |  |
| | 10. Federico II de Sajonia-Gotha                      |  |  |  |  |  |  |  |  |  |  |  |  |  |  |  |
| |                                                       |  |  |  |  |  |  |  |  |  |  |  |  |  |  |  |
| |                                                       |  |  |  |  |  |  |  |  |  |  |  |  |  |  |  |
| | 21. Magdalena Sibila de Sajonia-Weissenfels           |  |  |  |  |  |  |  |  |  |  |  |  |  |  |  |
| |                                                       |  |  |  |  |  |  |  |  |  |  |  |  |  |  |  |
| |                                                       |  |  |  |  |  |  |  |  |  |  |  |  |  |  |  |
| | 5. Augusta de Sajonia-Gotha                           |  |  |  |  |  |  |  |  |  |  |  |  |  |  |  |
| |                                                       |  |  |  |  |  |  |  |  |  |  |  |  |  |  |  |
| |                                                       |  |  |  |  |  |  |  |  |  |  |  |  |  |  |  |
| | 22. Carlos Guillermo de Anhalt-Zerbst                 |  |  |  |  |  |  |  |  |  |  |  |  |  |  |  |
| |                                                       |  |  |  |  |  |  |  |  |  |  |  |  |  |  |  |
| |                                                       |  |  |  |  |  |  |  |  |  |  |  |  |  |  |  |
| | 11. Magdalena Augusta de Anhalt-Zerbst                |  |  |  |  |  |  |  |  |  |  |  |  |  |  |  |
| |                                                       |  |  |  |  |  |  |  |  |  |  |  |  |  |  |  |
| |                                                       |  |  |  |  |  |  |  |  |  |  |  |  |  |  |  |
| | 23. Sofía de Sajonia-Weissenfels                      |  |  |  |  |  |  |  |  |  |  |  |  |  |  |  |
| |                                                       |  |  |  |  |  |  |  |  |  |  |  |  |  |  |  |
| |                                                       |  |  |  |  |  |  |  |  |  |  |  |  |  |  |  |
| | 1. Guillermo IV del Reino Unido                       |  |  |  |  |  |  |  |  |  |  |  |  |  |  |  |
| |                                                       |  |  |  |  |  |  |  |  |  |  |  |  |  |  |  |
| |                                                       |  |  |  |  |  |  |  |  |  |  |  |  |  |  |  |
| | 24. Adolfo Federico I de Mecklemburgo-Strelitz        |  |  |  |  |  |  |  |  |  |  |  |  |  |  |  |
| |                                                       |  |  |  |  |  |  |  |  |  |  |  |  |  |  |  |
| |                                                       |  |  |  |  |  |  |  |  |  |  |  |  |  |  |  |
| | 12. Adolfo Federico II de Mecklemburgo-Strelitz       |  |  |  |  |  |  |  |  |  |  |  |  |  |  |  |
| |                                                       |  |  |  |  |  |  |  |  |  |  |  |  |  |  |  |
| |                                                       |  |  |  |  |  |  |  |  |  |  |  |  |  |  |  |
| | 25. María Catalina de Brunswick-Wolfenbüttel          |  |  |  |  |  |  |  |  |  |  |  |  |  |  |  |
| |                                                       |  |  |  |  |  |  |  |  |  |  |  |  |  |  |  |
| |                                                       |  |  |  |  |  |  |  |  |  |  |  |  |  |  |  |
| | 6. Carlos Luis Federico de Mecklemburgo-Strelitz      |  |  |  |  |  |  |  |  |  |  |  |  |  |  |  |
| |                                                       |  |  |  |  |  |  |  |  |  |  |  |  |  |  |  |
| |                                                       |  |  |  |  |  |  |  |  |  |  |  |  |  |  |  |
| | 26. Cristián Guillermo I de Schwarzburg-Sondershausen |  |  |  |  |  |  |  |  |  |  |  |  |  |  |  |
| |                                                       |  |  |  |  |  |  |  |  |  |  |  |  |  |  |  |
| |                                                       |  |  |  |  |  |  |  |  |  |  |  |  |  |  |  |
| | 13. Cristiana Emilia de Schwarzburg-Sondershausen     |  |  |  |  |  |  |  |  |  |  |  |  |  |  |  |
| |                                                       |  |  |  |  |  |  |  |  |  |  |  |  |  |  |  |
| |                                                       |  |  |  |  |  |  |  |  |  |  |  |  |  |  |  |
| | 27. Antonia Sibila de Barby-Muhlingen                 |  |  |  |  |  |  |  |  |  |  |  |  |  |  |  |
| |                                                       |  |  |  |  |  |  |  |  |  |  |  |  |  |  |  |
| |                                                       |  |  |  |  |  |  |  |  |  |  |  |  |  |  |  |
| | 3. Carlota de Mecklemburgo-Strelitz                   |  |  |  |  |  |  |  |  |  |  |  |  |  |  |  |
| |                                                       |  |  |  |  |  |  |  |  |  |  |  |  |  |  |  |
| |                                                       |  |  |  |  |  |  |  |  |  |  |  |  |  |  |  |
| | 28. Ernesto III de Sajonia-Hildburghausen             |  |  |  |  |  |  |  |  |  |  |  |  |  |  |  |
| |                                                       |  |  |  |  |  |  |  |  |  |  |  |  |  |  |  |
| |                                                       |  |  |  |  |  |  |  |  |  |  |  |  |  |  |  |
| | 14. Ernesto Federico I de Sajonia-Hildburghausen      |  |  |  |  |  |  |  |  |  |  |  |  |  |  |  |
| |                                                       |  |  |  |  |  |  |  |  |  |  |  |  |  |  |  |
| |                                                       |  |  |  |  |  |  |  |  |  |  |  |  |  |  |  |
| | 29. Sofía Enriqueta de Waldeck                        |  |  |  |  |  |  |  |  |  |  |  |  |  |  |  |
| |                                                       |  |  |  |  |  |  |  |  |  |  |  |  |  |  |  |
| |                                                       |  |  |  |  |  |  |  |  |  |  |  |  |  |  |  |
| | 7. Isabel Albertina de Sajonia-Hildburghausen         |  |  |  |  |  |  |  |  |  |  |  |  |  |  |  |
| |                                                       |  |  |  |  |  |  |  |  |  |  |  |  |  |  |  |
| |                                                       |  |  |  |  |  |  |  |  |  |  |  |  |  |  |  |
| | 30. Jorge Luis I de Erbach-Erbach                     |  |  |  |  |  |  |  |  |  |  |  |  |  |  |  |
| |                                                       |  |  |  |  |  |  |  |  |  |  |  |  |  |  |  |
| |                                                       |  |  |  |  |  |  |  |  |  |  |  |  |  |  |  |
| | 15. Sofía Albertina de Erbach-Erbach                  |  |  |  |  |  |  |  |  |  |  |  |  |  |  |  |
| |                                                       |  |  |  |  |  |  |  |  |  |  |  |  |  |  |  |
| |                                                       |  |  |  |  |  |  |  |  |  |  |  |  |  |  |  |
| | 31. Amelia Catalina de Waldeck-Eisenberg              |  |  |  |  |  |  |  |  |  |  |  |  |  |  |  |
| |                                                       |  |  |  |  |  |  |  |  |  |  |  |  |  |  |  |
| |                                                       |  |  |  |  |  |  |  |  |  |  |  |  |  |  |  |

| Precedido por: Jorge IV | Rey del Reino Unido 1830 - 1837 | Sucedido por: Victoria          |
| Precedido por: Jorge IV | Rey de Hannover 1830 - 1837     | Sucedido por: Ernesto Augusto I |